# Сміян Петро Кіндратович
Петро Кіндратович Сміян (нар. 13 січня 1918, м. Борзна на Чернігівщині — пом. 12 травня 2011, Луцьк) — український історик, дослідник історії Закарпаття XX століття, доктор історичних наук, професор.

## Життєпис
Народився 13 січня 1918 року в місті Борзна на Чернігівщині в селянській родині середніх статків.

### Освіта
- 1933 — закінчив місцеву середню школу
- 1934 — закінчив Артемівський робітфак
- 1938 — закінчив історичний факультет Київського педагогічного інституту ім. О. М. Горького
- 1939 — став аспірантом Київського державного університету ім. Т. Г. Шевченка. У березні 1946 року захистив кандидатську дисертацію.

### Трудова діяльність
- Після закінчення вишу Петро Кіндратович був призначений асистентом Чернігівського педінституту.
- 1941 — 1943 — член підпільної антифашистської групи, що діяла на Борзнянщині.
- У листопаді 1943 — призначений завідувачем кафедри Ніжинського педінституту,
- 1944 — старший викладач та заступник декана Київського педінституту. Паралельно закінчив навчання в аспірантурі.
- 1946 — 1947 — завідувач кафедри історії СРСР і перший декан історичного факультету Ужгородського державного (тепер національний) університету.
- Згодом очолював кафедру історії у Львівському педагогічному інституті та перебував на посаді доцента кафедри історії Красноярського педінституту.
- На початку 1950 року за зберігання у домашній бібліотеці «націоналістичної» літератури був заарештований, а згодом засуджений на 10 років позбавлення волі і направлений в один із сибірських таборів.
- У червні 1955 року повністю реабілітований з поверненням усіх прав і стажу роботи. У тому ж році влаштувався на роботу у Луцький педагогічний інститут (тепер Волинський національний університет ім. Лесі Українки), де працював на посадах доцента (1955 — 1972), завідувача (1972 — 1975) та професора (1975 — 1984) кафедри історії СРСР та УРСР; професора кафедри історії слов'янських народів (1984 — 2000) і кафедри історії стародавнього світу та середніх віків (2000 — 2001).
- У 1970 році захистив докторську дисертацію,
- У 1973 йому було присвоєно вчене звання професора.
- У 1999 році його обрано академіком Української Академії історичних наук.

## Творчий доробок
Творчий доробок професора П. К. Сміяна налічує близько 200 наукових, науково-популярних, навчально-методичних та краєзнавчих публікацій, у тому числі 2 одноосібні монографії і 4 брошури.
Вступивши до аспірантури, він досліджував проблему партизанського руху у війні 1812 року. Робота була практично завершена, але її примірники загубилися під час евакуації Київського університету у 1941 році. Тому згодом аспірант працював над темою «Україна у Вітчизняній війні 1812 року». У цьому дисертаційному дослідженні він проаналізував плани Наполеона щодо України, ставлення різних груп українського дворянства до воєнної кампанії 1812 року, участь українців-ополченців і козаків в антинаполеонівській боротьбі та ін.
Наступна наукова проблема, що привернула увагу історика, це революційний і національно-визвольний рух на Закарпатті у другій половині XIX — на початку ХХ ст. Дослідник чимало часу провів в архівах Москви, Києва, Львова, Берегова і Мукачева. І на основі опрацьованих архівних джерел та опублікованих документів розкрив досліджувану тему в комплексі. Зокрема він охарактеризував особливості економічного розвитку Закарпаття у складі дуалістичної Австро-Угорської монархії, проаналізував становище трудящого населення краю, торкнувся питання податків та повинностей. На конкретних фактах показав масові прояви політичного, соціального та національного визиску простих закарпатців. Крім того, зробив правильний висновок про те, що еміграція не вирішила проблеми аграрного перенаселення в регіоні. У його публікаціях та докторській дисертації чільне місце відведено різним формам соціального і політичного протесту, що мали місце в краї у досліджуваний період.
Матеріали дисертації послужили основою для написання двох монографій:
- «Революційний та національно-визвольний рух на Закарпатті кінця XIX — початку ХХ ст.» (Львів, 1968)
- «Жовтнева революція і Закарпаття (1917 — 1919 рр.)» (Львів, 1972).

У коло наукових зацікавлень П. К. Сміяна також входили і питання волинської тематики. Зокрема він був співавтором колективної монографії «Історія Волині з найдавніших часів до наших днів» (Львів, 1988) та низки брошур, статей і повідомлень. У його студіях розкрито актуальні питання перебування Богдана Хмельницького на Волині, історії Ковеля тощо. Зауважимо, що студії дослідника пройшли випробування часом, хоча вони й не позбавлені окремих ідеологічних штампів, характерних для радянської історіографії.

## Педагогічна діяльність і організація науки
Петро Кіндратович був добрим педагогом і вирізнявся організаторськими здібностями. Він очолював кафедри в Ніжинському, Чернігівському, Ужгородському, Львівському і Луцькому вишах, був деканом історичного факультету Ужгородського університету, заступником декана у Луцькому університеті.

## Відзнаки
Двічі удостоєний звання «Відмінник народної освіти».
Нагороджений медалями «Ветеран праці» і «Захиснику Вітчизни».
Обраний академіком Української Академії історичних наук.